# Villemorien
Villemorien település Franciaországban, Aube megyében. Lakosainak száma 203 fő (2022. január 1.). Villemorien Arrelles, Bar-sur-Seine, Jully-sur-Sarce, Polisot és Villiers-sous-Praslin községekkel határos.

## Népesség
A település népessége az elmúlt években az alábbi módon változott:
| Lakosok száma | 192  | 181  | 192  | 188  | 218  | 210  | 207  | 201  | 198  | 203  |
|               | 1968 | 1982 | 1990 | 2006 | 2013 | 2015 | 2017 | 2019 | 2020 | 2022 |